# Canan Bayram

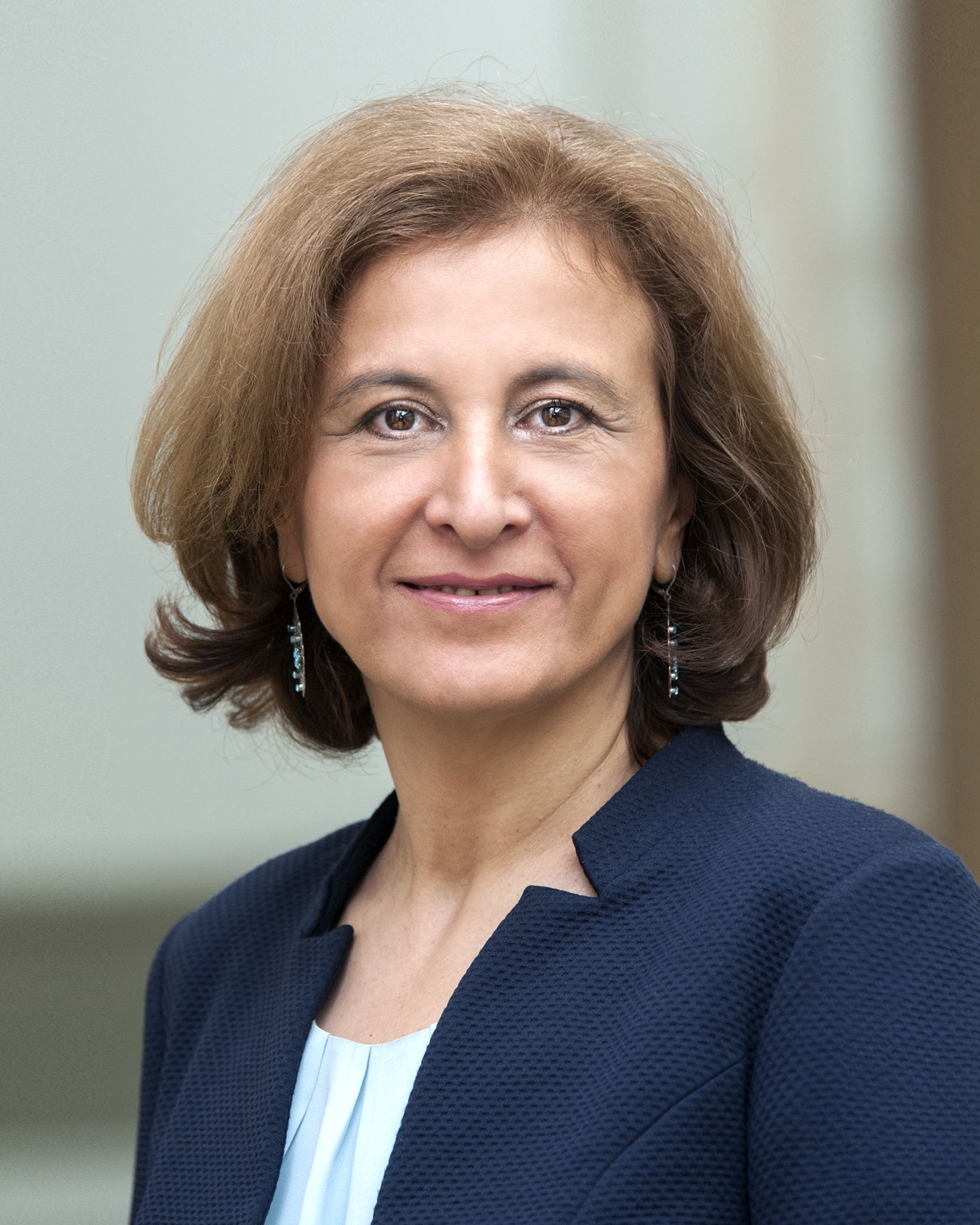
Canan Bayram (2017)

Canan Bayram (* 11. Februar 1966 in Malatya, Türkei) ist eine deutsche Rechtsanwältin und Politikerin (Bündnis 90/Die Grünen, vormals SPD) und von 2017 bis 2025 Mitglied des Deutschen Bundestages. Vorher war sie von 2006 bis 2017 Mitglied im Abgeordnetenhaus von Berlin.

## Leben
Bayram wuchs als Kind kurdischer Eltern in Nettetal und Brüggen am Niederrhein auf. Sie absolvierte dort eine kaufmännische Ausbildung. Später legte sie das Abitur an einem Abendgymnasium in Bonn ab und studierte an der Rheinischen Friedrich-Wilhelms-Universität Bonn Politik- und Rechtswissenschaften und beendete das Studium mit dem ersten juristischen Staatsexamen. Nach Referendariat und zweitem juristischen Staatsexamen arbeitete sie als angestellte Juristin in verschiedenen Bundesministerien. Seit 2003 ist sie selbstständige Rechtsanwältin in Berlin-Friedrichshain mit den Schwerpunkten Arbeitsrecht und Familienrecht.
Bayram ist ledig und Mutter eines Kindes.

## Politische Laufbahn
Canan Bayram trat im Jahr 1999 in die SPD ein. Dort war sie Mitglied im Vorstand der Arbeitsgemeinschaft Sozialdemokratischer Frauen in Berlin und im Fachausschuss Inneres und Recht. Sie war Landesparteitagsdelegierte und Mitglied im Abteilungs- und Kreisvorstand der SPD. Im Jahr 2006 zog sie als Direktkandidatin für den Bezirk Berlin-Friedrichshain in das Abgeordnetenhaus von Berlin ein. Sie hatte sich erstmals zur Wahl in Berlin gestellt und konnte mit 28 % den Wahlbezirk für sich entscheiden. Sie war frauenpolitische Sprecherin der SPD-Fraktion und Mitglied in den Ausschüssen für Verfassungsschutz, Inneres, Sicherheit und Ordnung sowie im Ausschuss für Wirtschaft, Technologie und Frauen. Am 4. Mai 2009 verließ sie die SPD und stellte einen Antrag auf Aufnahme in die Abgeordnetenhausfraktion von Bündnis 90/Die Grünen. Der Bezirksverband Friedrichshain/Kreuzberg der Grünen bestätigte am 5. Mai 2009 auch ihren Parteiwechsel.
Bei der Wahl zum Abgeordnetenhaus von Berlin 2011 und 2016 wurde sie im Wahlkreis Friedrichshain-Kreuzberg 5 erneut direkt gewählt. Sie war Sprecherin für Migrations-, Integrations- und Flüchtlingspolitik, Sprecherin des Parlamentarischen Untersuchungsausschusses „Attentat am Breitscheidplatz“ sowie Sprecherin für Rechtspolitik in ihrer Fraktion. Zudem war sie Mitglied in den Ausschüssen für Integration, Arbeit, Berufliche Bildung und Soziales sowie dem Ausschuss für Inneres, Sicherheit und Ordnung und dem Ausschuss für Recht, Verfassungsangelegenheiten, Verbraucherschutz und Antidiskriminierung. Ihre politischen Schwerpunkte sind die Arbeitsmarktpolitik, Familienpolitik sowie die Innen- und Rechtspolitik.
Im Konflikt um die Rigaer Straße kritisierte Bayram die Berliner Polizei, nachdem Anwohner sich über die massive Polizeipräsenz beklagt hatten. Für ihre Aussage, „dass [die] Polizei Anwohner schikaniert“, wurde sie zum Teil aus ihrer eigenen Partei kritisiert.
Einer größeren bundesweiten Öffentlichkeit wurde Canan Bayram erstmals durch die Bundesdelegiertenkonferenz von Bündnis 90/Die Grünen vom 16. bis zum 18. Juni 2017 in Berlin bekannt. Dort kritisierte sie in ihrer Begrüßungsrede scharf die dem realpolitischen Lager zuzurechnenden Spitzenkandidaten der Grünen Katrin Göring-Eckardt und Cem Özdemir.
Bei der Bundestagswahl 2017 erreichte Bayram ein Direktmandat im Bundestagswahlkreis 83. Damit wurde sie, wie bereits zuvor ihr Vorgänger Ströbele, die einzige Abgeordnete der Grünenfraktion, die über die Erststimmen ihres Wahlkreises in den Bundestag einzog. Diese Kandidatur um die Nachfolge von Hans-Christian Ströbele (Bündnis 90/Die Grünen) gab sie am 28. Februar 2017 ihrer Partei bekannt. Am 11. März wurde Canan Bayram durch eine Wahlkreismitgliederversammlung der Grünen Kreisverbände Friedrichshain-Kreuzberg und Pankow mit großer Mehrheit als Nachfolgerin für Hans-Christian Ströbele nominiert. Bayram setzt sich für die Interessen der Mieter ein und kritisiert internationale Immobilienfonds, die nur an Rendite interessiert seien. Ihr Ziel ist, dass diese bei Bedarf enteignet werden können. Bayram sprach sich nach der Bundestagswahl 2017 gegen eine Jamaika-Koalition auf Bundesebene aus. Zum 31. Dezember 2017 legte Bayram das Mandat im Abgeordnetenhaus von Berlin nieder. Im 19. Deutschen Bundestag ist sie Mitglied des Ausschusses für Recht und Verbraucherschutz und im Unterausschuss Europarecht. Zudem ist sie stellvertretendes Mitglied im 1. Untersuchungsausschuss des Verteidigungsausschusses gemäß Artikel 45a Abs. 2 GG („Beraterverträge“), im Verteidigungsausschuss sowie im Ausschuss für Inneres und Heimat. Ebenfalls ist sie stellvertretende Vorsitzende in der Parlamentariergruppe Maghreb-Staaten.
Zur Bundestagswahl 2021 trat sie erneut im Wahlkreis Berlin-Friedrichshain – Kreuzberg – Prenzlauer Berg Ost an. Sie ging am 26. September mit 37,8 % der Erststimmen als klare Siegerin hervor, konnte einen Zuwachs von über 11 % erreichen und wurde somit erneut direkt als Abgeordnete in den 20. Deutschen Bundestag gewählt. Seit dem 8. Juli 2022 ist sie Mitglied im 1. Untersuchungsausschuss der 20. Wahlperiode des Deutschen Bundestages.
Anfang Oktober 2024 erklärte Bayram, im Wahlkreis nicht erneut für den Bundestag kandidieren zu wollen. Sie begründete dies mit geschwundenem Vertrauen in Selbstverständnis und Positionen der Partei. Sie wolle ihr Mandat bis zum Ende der Legislaturperiode wahrnehmen, den Wahlkampf zur Bundestagswahl 2025 jedoch nicht unterstützen.

## Politische Positionen
Während der 20. Legislaturperiode stimmte sie mehrfach als eine von wenigen Grünen-Abgeordneten im Bundestag gegen Bundeswehreinsätze. Zudem stimmte sie im Juni 2022 als eine von vier Abgeordneten der Grünen-Fraktion im Bundestag gegen das Sondervermögen Bundeswehr.
Im November 2022 stimmte sie als eine von drei Abgeordneten der Grünen-Bundestagsfraktion gegen das Transatlantische Wirtschafts- und Handelsabkommen der EU mit Kanada.
Im März 2025 stimmte sie als einziges Mitglied der Grünen-Fraktion gegen die Änderung von vier Artikeln der Verfassung für das geplante Sondervermögen Infrastruktur und Klimaneutralität im Umfang von 500 Milliarden Euro.

## Weitere Mitgliedschaften
Bayram ist Mitglied beim Netzwerk Berliner RechtsanwältInnen gegen Diskriminierung und im Verein zur Förderung transkultureller Pädagogik. Sie unterstützt Initiativen und lokale Vereine in Friedrichshain-Kreuzberg. Zudem ist sie Mitglied im Deutschen Juristinnenbund und im Deutschen Kinderschutzbund.
Darüber hinaus ist Bayram Gründungsmitglied der „Initiative gegen Rechts“ und von „Friedrichshain hilft e. V.“.